# Неллиган, Кейт
Кейт Неллиган (англ. Kate Nelligan, род. 16 марта 1950) — канадская актриса.
Родилась в канадском Лондоне в семье школьной учительницы и заводского ремонтника четвёртым из шести детей в семье. Бросив колледж в родном городе, она переехала в Великобританию, где поступила в лондонскую Центральную школу сценической речи и драматического искусства. Там же состоялся её профессиональный дебют на театральной сцене и на телевидении. В 1975 году Неллиган впервые появилась на киноэкранах во франко-британской мелодраме «Романтичная англичанка». В 1979 году актриса сыграла Люси Сьюард в британской экранизации романа Брэма Стокера «Дракула» с Фрэнком Ланджелла в главной роли.
В начале 1980-х Кейт Неллиган переехала в США, где на протяжении десятилетия активно играла на Бродвее, получив за свои роли четыре номинации на театральную премию «Тони». В 1991 году актриса стала номинанткой на премию «Оскар» за лучшую женскую роль второго плана в романтической драме Барбры Стрейзанд «Повелитель приливов». В том же году она стала лауреатом премии «BAFTA» за роль Коры в мелодраме «Фрэнки и Джонни». В дальнейшем актриса продолжила регулярные появления в кино и на телевидении как в США, так и на свой родине в Канаде.

## Личная жизнь
В 1989 году вышла замуж за композитора Роберта Реале, но брак закончился разводом. У бывших супругов есть сын, который родился в 1994 году.

## Награды
- BAFTA 1991 — «Лучшая актриса второго плана» («Фрэнки и Джонни»)